# Alberto Vojtěch Frič
Alberto Vojtech Frič, född 8 september 1882, död 4 december 1944, var en tjeckisk botaniker.

## Auktorsnamn
Auktorsnamnet Fric kan användas för Alberto Vojtěch Frič i samband med ett vetenskapligt namn inom botaniken; se Wikipediaartiklar som länkar till auktorsnamnet.